# Aage V. Jensens Fonde
Aage V. Jensens Fonde er tre fonde oprettet af tømrermester Aage V. Jensen og har til formål at støtte naturen og at udbrede viden om samme. Fondernes stifter Aage V. Jensen nærede hele sit liv stor interesse for naturen.
Fondene omfatter i dag to danske og en international fond. De danske fonde er Aage V. Jensens Fond (stiftet i 1977) og Aage V. Jensen Naturfond (stiftet i 2007). Den internationale fond er Aage V. Jensen Charity Foundation, som er hjemhørende i Liechtenstein.

## Aage V. Jensens Fond
Fonden påbegyndte arbejdet efter stifterens død i 1986. Indtægterne doneres til velgørende formål især inden for naturbeskyttelse i Danmark og i Grønland, blandt andet bogudgivelser, formidlingsprojekter og naturvidenskabelig dokumentation.I Grønland har fonden bl.a. støttet et professorat i havøkologi på Grønlands Naturinstitut, men også skibet Tarajoq, en flydende uddannelsesinstitution med plads til 12 besætningsmedlemmer og 20 forskere, som bruges til klimaforskningsprojekter og opmåling af havbunden omkring Grønland.

## Aage V. Jensen Charity Foundation
Fonden er en liechtensteinsk fond oprettet af Aage V. Jensen, der indtil sin død boede knap 20 år i udlandet og tjente hovedparten af sine midler der. Fondens formål er naturens bevarelse og dyrenes beskyttelse over hele verden. Fonden er bl.a. ejer af naturområder i Skotland og Sydafrika, og er desuden medejer af The Swiss Precious Woods Group. Denne gruppe ejer og bestyrer skove i Brasilien og Costa Rica og opnåede som det første selskab i Brasilien i 1997 et FSC-certifikat (Forest Stewardship Council arbejder for fremme af miljøvenlige samt socialt og økonomisk bæredygtige driftsformer i verdens skove).
Mette Skov er formand for Aage V. Jensen Charity Foundation. A/S Dansk Inveco fungerer som administrationsselskab for fonden og i det selskab er Mette Skov direktør. Hendes far Leif Skov var indtil 2012 formand for bestyrelsen i Dansk Inveco. Advokat Leif Skov arbejdede for fondenes stifter fra 1971 til Aage V. Jensens død i 1986.

## Aage V. Jensen Naturfond
I 2007 overdrog Aage V. Jensen Charity Foundation som gave alle sine 24 danske naturejendomme på samlet ca. 14.000 ha (værdi af ca. 350 mio. DKK), samt 300 mio. DKK til naturgenopretning og naturbeskyttelse i Danmark, til den nye danskregistrerede Aage V. Jensen Naturfond. Fonden arbejder gennem erhvervelse af naturområder og deltagelse i projekter, f.eks. databasen Arter.dk, for at bevare, beskytte og udvikle de danske naturværdier.

### Fondsejede naturområder i Danmark
- 1988-2003: Lille Vildmose Aage V. Jensens Fonde begyndte arbejdet med at sikre naturen i Lille Vildmose i 1988 ved at erhverve Høstemark Skov og Mose. I 2002 fulgte Tofte Skov og Tofte Mose[13] samt Portlandmosen. I 2003 har fondene erhvervet det såkaldte Mellemområde og overdrevsarealer på Mulbjerge syd for Dokkedal. Fredningssagen for området begyndte i 1992.[14] I 2007 blev Lille Vildmose fredet som den hidtil største fredning i Danmark.[15] I 2007 vurderede Danmarks Miljøundersøgelser i en rapport, bestilt af Danmarks Naturfredningsforening, at det er muligt at udsætte elge flere steder i den danske natur, blandt andet i Lille Vildmose.[16] Tofte Skov har været indhegnet siden 1906-1908, mens Høstemark Skov i 1930’erne blev indhegnet til dyrehave.[17] I 2016 blev Mellemområdet indhegnet, som led i udsættelsen af elge[18], og der er etableret færiste og faunapassager.[19] I et samarbejde mellem Aalborg Kommune og Aage V. Jensen Naturfond blev der indført elge i Lille Vildmose i 2017.[20] Elgene kom fra Småland i Sverige[21], og lever i området primært af blade, bark og kviste af pil, bævreasp og birk.[22]  I 2008 blev Lille Vildmose Naturfond stiftet af Aage V. Jensen Naturfond for at støtte det lokale engagement i Lille Vildmoses natur[23]. Lille Vildmose Naturfond ejer knap 900 hektar af Mellemområdet i Lille Vildmose, hvis samlede fredning dækker 7.700 hektar. Lille Vildmose Naturfond ledes af en bestyrelse på 4-5 medlemmer. Et medlem udpeges af Aalborg Kommune, bestyrelsen for Lille Vildmosecentret, Danmarks Naturfredningsforening i Nordjylland og Aage V. Jensen Naturfond.[24] Lille Vildmosecenteret arrangerer guidede ture til bl.a. Høstemark Skov og Tofte Skov[25]. Lille Vildmose er populært blandt naturinteresserede, da det på et sted er muligt at se elg, visent, krondyr, rådyr, kongeørn og havørn[26], hvilket dokumenteres i gruppen "Vild med Lille Vildmose". I maj 2021 blev en ulv fotograferet på vildkameraer.[27] Biologer fra Aalborg Universitet har brugt akustisk overvågning til at individgenkende ulven.[28] Ulven blev igen i 2022 observeret fra udkigstårnet nord for Øster Hurup[29], og forsker vurderer, at ulven søger mage.[30]   I 2013 blev Lille Vildmose udpeget til at være et internationalt beskyttet naturområde under den store naturbeskyttelseskonvension Ramsar[31]. Udpegningen skete ikke kun pga. antallet af antallet dyre- og plantearter, men fordi højmosen kan opsuge kulstof og dermed fjerne CO2 fra atmosfæren[32].
- 1995: Æbelø, Æbelø Holm, Dræet, dele af Ejlinge. Siden erhvervelsen i 1995 har Aage V. Jensens Fonde fjernet vildthegnene for at give den naturlige dyrebestand mulighed for at færdes frit. Gamle driftsbygninger er revet ned. Grøfter er sløjfet. 30 hektar nåletræer er fældet. Kun bevoksninger af skovfyr er bevaret og oprindelige vandhuller og sumpede skovpartier er genskabt. Naturområdet blev fredet i 1998.[33]
- 1998: Rågø og Rågø Kalv er tilsammen på 90 hektar i 1998. Naturfonden har bl.a. tilplantet 30 hektar på Rågø med naturligt hjemmehørende buske og træer. Den resterende del af Rågø drives med henblik på at optimere området som raste- og yngleplads for vandfugle.[34] Baggrunden var Rågøs mulighed for at blive en slags ”Noahs Ark” for oprindeligt danske træer og buske.
- 1993[35]: Vejlerne dækker ca. 5.500 ha ved Limfjorden mellem Thisted og Fjerritslev. Et engelsk firma forsøgte i 1860'erne at omdanne området til landbrugsland ved at dræne vandet væk, men det lykkedes ikke, og området fik efterhånden lov til at ligge hen som uberørt naturarealer.[36] Siden er området blevet forbedret som et af Nordeuropas vigtigste tilholdssteder for ynglende vandfugle. Mere end 300 fuglearter er registreret i Vejlerne, og omkring 130 arter er konstateret ynglende der, herunder Danmarks største bestand af grågæs.[37] I området er der etableret stier med både skjul, men også udsigtstårne, så man kan komme tæt på naturen.[38]
- 1999: Vaserne – et 53 hektar stort naturområde nord for Furesøen nord for København.
- 1999: Ølundgaards Inddæmning, en afvandet arm af Odense Fjord, var et inddæmmet område med dyrkede marker. Fonden erhvervede i 1999 godt 90 hektar ved Firtals Strand, og senere yderligere 68 ha i området, så det samlede areal nu er på 158 ha. Grundvandspejlet blev hævet. Diger og pumper blev anlagt for at naboerne ikke skulle påvirkes med gener fra det højere vandspejl. De små morænehøje, der før afvandingen lå som øer i Odense Fjord, var stadig bevaret efter opdyrkning i årtier. Disse morænehøje fremtræder nu atter som øer i det nye vådområde.
- 2000-2003: Hulsig og Råbjerg Hede. På opfordring fra Nordjyllands Amt og Danmarks Naturfredningsforening erhvervede fondene ca. 1.200 hektar af Hulsig og Råbjerg Heder. Gradvis tilgroning med nåletræer var blevet en voksende trussel mod klithedens planter og dyr.
- 2002: Mjels Sø & Bundsø på Als. Mjels Sø er et område på 55 ha som efter en jordfordeling, hvor 70 mindre lodder skiftede ejer for at fondet i samarbejde med andre kunne genetablere søen.[39] I 2005 slukkede man de sidste pumper, som siden 1850 har afvandet området.[40] Bundsø er et tilstødende søområde på 154 ha, og blev erhvervet 2019. [41]
- 2003: Gudenåengene (Vorup enge) er et 393 hektar område med afvandede marker nær Randers bymidte. Det er nu blevet et naturligt vådområde med et rigt liv af planter og dyr. Naturfonden etablerede i 2004 en gangbro over Gudenåen[42] og senere samme år det første fugletårn.[43] I 2019 blev adgangsforholdene for området forbedret yderligere, så også gangbesværede kan få adgang til området.[44]
- 2003: Sundbakkerne er et kuperet område på 33 hektar med skråningerne ned mod Sundet ved Faaborg på Fyn.[45]
- 2005: Vilsted Sø dækker ca. 850 ha af den tørlagte Vilsted Sø syd for Løgstør med det formål at genoprette den.[46] Nu er Vilsted Sø ved at få livet tilbage med et vandspejl på 500 hektar, og søfladen bliver rig på vige og bugter og omgivet af rørsumpe, vandhuller og enge. I 2015 blev der etableret en 240 meter lang træbro over Vilsted Sø.[47]
- 2009: Vitsø (Vitsø Nor) er et naturområde på 114 hektar på den vestlige del af Ærø, hvoraf 52 hektar er en fuglerig ferskvandssø. Søen er tidligere drænet og opdyrket fjordbund. [48] På området omkring søen plejes der nu blomsterenge og rigkær med orkidéer.
- 2010: Filsø ved den jyske vestkyst mellem Ringkøbing Fjord og Vadehavet er et 2.308 hektar stort naturområde. Her blev 915 hektar lavvandet sø genskabt i 2012[49], og Filsø er i dag Jyllands næststørste sø[50] og Danmarks 6. største[51]. I 2014, to år efter genetableringen, var søen en af Danmarks mest artsrige.[52]Publikumsfaciliteterne blev forbedret i 2017[53], hvor Aage V. Jensen Naturfond i samarbejde med Realdania[54] og Naturstyrelsen etablerer en elipseformet bro: "Filsø Elipsen"[55].
- 2011: Gyldensteen Strand ved Bogense på Nordfyn.[56] Her åbnede man digerne den 29. marts 2014[57] og oversvømmede to kvadratkilometer[58] i et stort naturgenopretningsprojekt[59], som gendanner en del af den tidligere fjord, en kystlagune på 214 ha og en 144 ha stor ferskvandssø.[60] På den ombyggede gård Eriksholm, er der etableret et besøgscenter med lokaler til undervisning af skoleklasser.[61]
- 2020: Søholt Storskov ved Maribo[62] på Lolland[63]. Søholt Storskov ligger i hjertet af Naturpark Maribosøerne ved siden af Søholt Gods, og har et areal på 1134 hektar[64] og omfatter de tre store søer og landarealerne imellem. Godt halvdelen af fondens område, 610 hektar, er skov og heraf blev 232 hektar fredet som urørt allerede i 1954. Karakteristisk for området er et dødislandskab med renvandede søer, gamle urørte sumpskove, og et herregårdslandskab[65] med gamle ege samt lysåbne, kalkrige naturområder. Søholt Storskov har et rigt fugleliv, som forøges hvert forår og efterår af talrige fugle på træk, som finder attraktive fødekamre på vejen.